# Gioja (cráter)

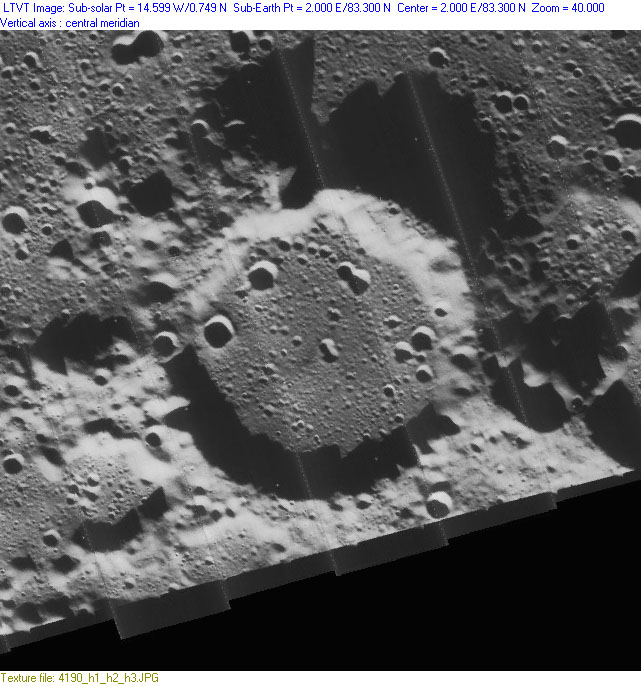
Otra imagen de la misión Lunar Orbiter 4

Gioia es un cráter de impacto que se encuentra en las proximidades del polo norte de la Luna, muy cerca de la extremidad norte, por lo que es difícil de observar con detalle desde la Tierra. El cráter se halla junto al borde meridional del cráter de mayor tamaño Byrd, una formación de paredes bajas. Al sur-sureste aparece el cráter Main.
El borde de Gioia es casi circular, aunque aparece ligeramente desgastado y erosionado. Las rampas exteriores del brocal han sido modificadas por impactos posteriores, particularmente a lo largo del lado occidental. El borde alcanza su punto más alto en el noroeste, donde ha sido reforzado por el borde del cráter Byrd y por otras formaciones anteriores desaparecidas. El suelo interior es casi plano, con una pequeña rima que se extiende desde el punto medio hasta el borde norte-noreste, y con varios cráteres pequeños que marcan su superficie, dos de ellos cerca de la pared interna-oeste noroeste.
Lleva el nombre del inventor italiano Flavio Gioia.